# Gert Olsen
Gert Olsen (født 22. oktober 1933 i København, død 12. september 2019 i Næstved) var kemiker og har været rektor for Herlufsholm Skole, Næstved.
Gert Olsen var søn af skibsfører Chr. Einar Olsen og hustru Martha, f. Madsen. Han var gift med tandlæge Bente, f. Lundtorp, (1936-2009).
Han blev student fra Herlufsholm i 1953; cand.mag. i kemi, fysik, matematik og astronomi i 1961.
Han var Research Fellow ved Weizmann-Institute of Science, Rehovot, Israel 1961-62; havde kontraktforskning for Geigy, Schweiz hos Niels Clauson-Kaas, Farum 1962-63; Research Fellow ved Brandeis University, Boston, Massachusetts, USA 1963-64; lærer ved Herlufsholm Skole 1964, rektor 1977-92.
Gæsteforelæser i USA for National Science Foundation 1970.
Skolenævnsformand og medlem af Skolekommissionen for Næstved 1974-78; formand for Næstved Kunstforening 1971-75; medlem af styrelsen for Foreningen af Fysik- og Kemilærere ved Seminarier og Gymnasier 1966-77; censor ved Danmarks Lærerhøjskole; medlem af Næstved Byråd 1994-2001.
Han har skrevet engelsksproget faglitteratur om kemiske emner.
Han er udnævnt til ridder af Dannebrog.